# زودانزالی
انزال زودرس یا زودانزالی یکی از اختلالات جنسی می‌باشد. هنگامی که مرد، قبل از آنکه شریک جنسی‌اش ارضا شود، دچار انزال شده و از او اسپرم خارج شود، گفته می‌شود مرد دچار انزال زودرس است.
گاهی انزال زودرس طبیعی بوده و بر اثر پرهیز طولانی از مسایل جنسی به وجود می‌آید. انزال زودرس دائمی، مشکلی جدی بوده و به عدم رضایت خود شخص یا شریک جنسی‌اش منجر می‌شود.
اگر هر دو طرف در طلب بهبودی باشند، درمان موفقیت‌آمیز است، باید به فرد مذکر اجازه داد که اطمینان رسیدن به تحریک جنسی طولانی را داشته باشد و به طرف مؤنث هم باید یاد داد که خیلی زود و به آسانی تحت تأثیر قرار گیرد.
انزال زودرس یا زود انزالی در مردان که کمتر از ۱ دقیقه طول می‌کشد، غیرطبیعی است و نیاز به درمان دارد. اما اگر ارگاسم پس از ۱ دقیقه اتفاق بیفتد به آن زود انزالی نمی‌گویند.
در مورد زنان، اگر ارگاسم به هر دلیلی بیش از ۲۰ دقیقه طول بکشد یا اصلاً اتفاق نیفتد، می‌تواند نشانه ای از اختلال ارگاسم باشد که نیاز به درمان دارد.
در کل، ارگاسم زودتر یا دیرتر از محدوده طبیعی در زنان و مردان می‌تواند مشکل ساز باشد و لازم است در صورت تداوم با پزشک متخصص، مشورت شود.

## مدت زمان
به‌طور طبیعی مدت زمان لازم برای اینکه یک مرد به ارگاسم برسد بین۵ تا ۱۰دقیقه (بسته به سن و شرایط جسمی فرد) متغیر و به‌طور متوسط ۵ دقیقه برای مردان جوان است. هر چند بیشتر آقایان تمایل دارند مدت زمان بیشتری تا رسیدن به ارگاسم داشته باشند ولی زمان ارگاسم اصلاً مهم نبوده و کیفیت ارگاسم به ویژه همزمانی ارگاسم طرفین از اهمیت برخوردار است.
راهکار
اگر دو طرف به‌طور هم‌زمان به ارگاسم برسند حتی اگر مدت کمی نزدیکی کرده باشند در آن صورت سکس موفقی داشته‌اند. اکثر مردان به موضوع معاشقه (foreplay) قبل از انجام عمل نزدیکی بی‌توجه بوده لذا شریک جنسی آن‌ها بعد از خودشان به ارگاسم می‌رسد و همین موضوع در تماس‌های بعدی باعث تنش شده و انزال زودرس را تشدید می‌کند.
پرهیز از هیجان‌زدگی و حفظ آرامش نه تنها باعث از بین رفتن انزال زودرس می‌شود بلکه باعث طولانی شدن رابطه و احساس رضایت طرفین می‌شود. پیشنوازی یک تجربه جنسی شامل لمس کردن، ماساژ دادن و نوازش دادن بدن شریک جنسی بدون انجام دخول است که در صورتی‌که با نفس‌های عمیق و آرام همراه باشد می‌تواند به درمان زودانزالی کمک فراوانی بکند. زن‌ها به ۲۰ تا ۳۰ دقیقه زمان برای تحریک شدن از نظر جنسی نیاز دارند در حالی که مردها به سرعت بسیار بیشتری تحریک می‌شوند. با تمرین طولانی مدت پیشنوازی، مردها یادمی‌گیرند که هیجان خود را کنترل کنند و بدین ترتیب از نظر روانی تمرکز لازم برای جلوگیری از انزال خود را در دراز مدت پیدا می‌کنند.
راهکارهای کنترل ارگاسم و تأخیر در انزال را Edging می‌نامند.

### رژیم غذایی مناسب
ترکیباتی مانند عسل، زنجبیل و دارچین روی بهبود فرایند جنسی مؤثرند و باعث پیشگیری از زود انزالی می‌شوند. همچنین استفاده از ترکیباتی مانند میخک قبل از رابطه جنسی برای درمان زود انزالی کمک‌کننده است. می‌توانید یک قاشق میخک را در ترکیب با عسل هر روز مصرف کنید. میخک طول مدت رابطه جنسی را افزایش می‌دهد و جزو ترکیبات طبیعی مؤثر بر فعالیت جنسی است.

### راهکار دارویی
داروهای متعددی بر بهبود عملکرد انزال اثر می‌گذارند؛ از جمله گروه داروهای ضد افسردگی مانند سیتالوپرام و سرترالین که از مهم‌ترین عوارض آن‌ها می‌توان به تأخیر در انزال اشاره کرد. این داروها باید سه ساعت پیش از نزدیکی مصرف شود و در اکثر موارد رضایت بخش بوده‌اند ولی عوارض دیگری مانند حالت تهوع بالا رفتن فشارخون و تپش قلب در هنگام استفاده از دوز بالا گزارش شده‌اند.
همچنین مقدار ۱٪ میلی‌گرم رزرپین (سرپازیل) در شب تجویز می‌گردد. گفته می‌شود که این دارو رفلکس انزال را به تأخیر می‌اندازد و داروهای آرام بخش مثل دو میلی‌گرم دیازپام (والیوم) از طریق کاهش سطح پاسخ هیجانی و جنسی عمل می‌کند. اگر سیستم عصبی سالم باشد، داروها در درمان این حالت ضروری نیستند.
هر دارویی با اثر روان گردانی یا تداخل اثر با سیستم خودکار، ممکن است موجب نا توانی جنسی شود. عدم موفقیت در انزال خالص با مصرف تیوریدازین (ملریل) و گوانتیدین (ایملین) و به خصوص با ایندورامین که یک داروی بلوک‌کنندهٔ گیرنده‌های الفاادرنرژیک می‌باشد همراه است.
برای درمان زود انزالی همچنین از داروی داپوکستین که خط اول درمان دارویی می‌باشد استفاده می‌گردد. این دارو زمان انزال را افزایش داده و کنترل بر انزال را بهبود می‌بخشد.
داپوکستین نوعی مهارکننده باز جذب سروتونین (SSRI) است. نشان داده‌شده است که SSRIها در درمان زود انزالی مفید هستند. جنبه منفی SSRIها این است که به‌منظور دستیابی به اثر مورد نظر، باید به صورت روزانه مصرف شوند.

### تأثیر ورزش بر زود انزالی
حرکات ورزشی روزانه علاوه منافع دیگر برای پیشگیری و درمان زود انزالی مؤثر هستند. تمرکز اصلی در نرمش‌ها و ورزش‌های روزانه تحت فشار قرار دادن عضلات بخش تحتانی است. از آنجایی که اندام شکمی نقش بسیار مهمی در رابطه جنسی بازی می‌کند، نرمش‌های تقویت عضلات شکمی را بیشتر متخصصان توصیه میکنند.

### روش فشار دادن به طریق ماسترز و جانسون
اگر طرف مؤنث آلت را به مدت چند ثانیه فشار دهد از نعوظ ان کمی کاسته می‌شود و موقتأ تحریک برای انزال از بین می‌رود. این کار را می‌توان چندین بار انجام داد که موجب امتداد یافتن و طولانی شدن فاز هیجانی شده و طرف مذکر را به انزال طبیعی یا دیررس عادت می‌دهد.

## عوامل
مهم‌ترین عامل ایجاد و تشدید انزال زودرس در مردان اضطراب است. از دیگر عوامل می‌توان به اختلال نعوظ، افسردگی، توقعات غیر منطقی جنسی از خود، مشکلات احساسی و ارتباطی با همسر اشاره کرد.
اکثر موارد زود انزالی فاقد عامل یا دلیل خاص است. عوامل روانی مثل اضطراب، احساس گناه یا افسردگی نیز ممکن است به زود انزالی منجر شوند. در برخی موارد، زود انزالی ممکن است به خاطر عوامل پزشکی مثل مشکلات هورمونی، آسیب‌های جسمی یا عوارض جانبی بعضی داروها باشد. ابتلا به عارضه زود انزالی منجر به بروز اختلالات روان مانند اضطراب، افسردگی و سردی روابط زوجین می‌شود و بر روان آنان تأثیر می‌گذارد.